# Artur Żmijewski (diễn viên)

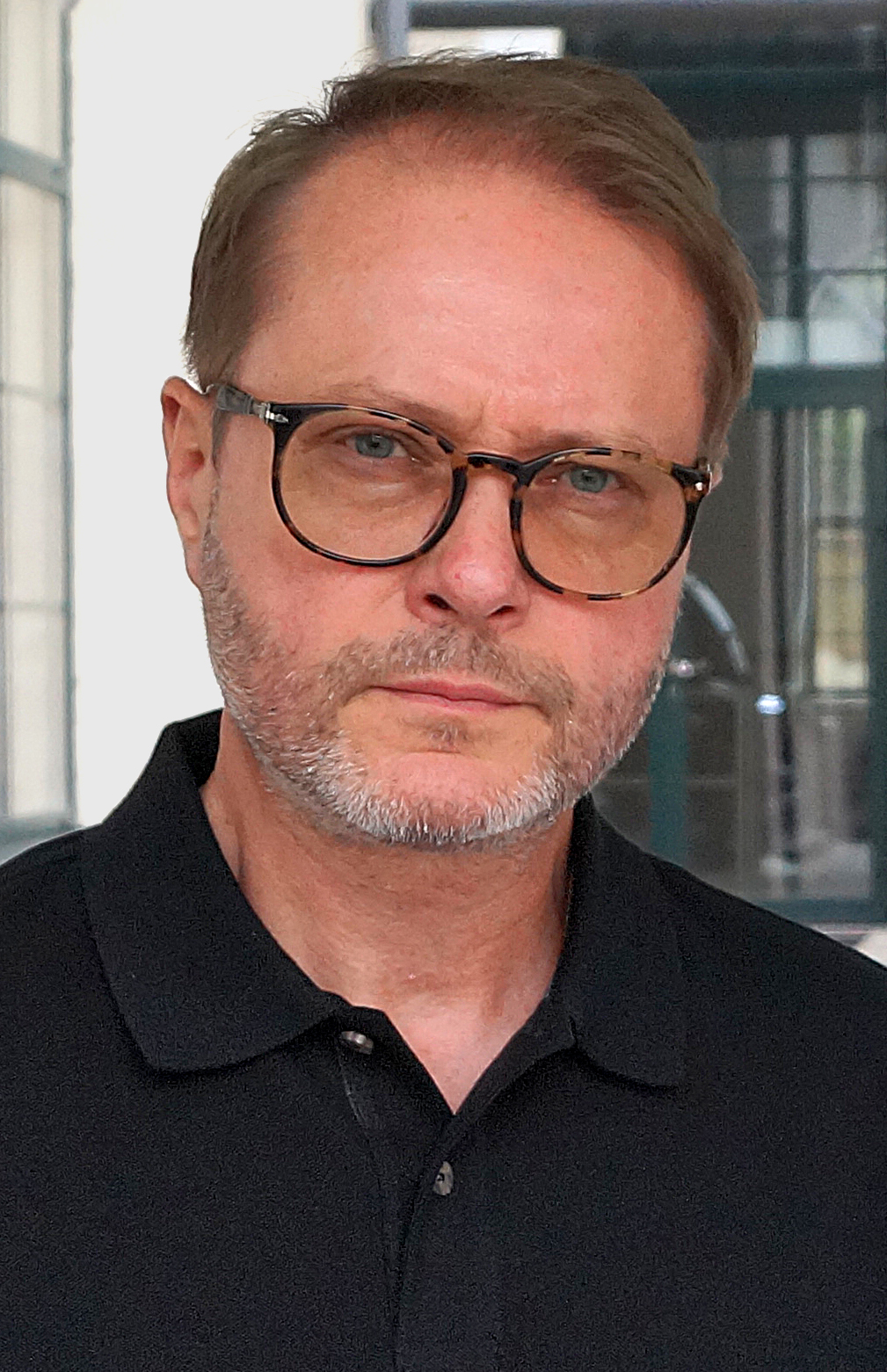
Artur Żmijewski (2018)

Artur Żmijewski (sinh ngày 10 tháng 4 năm 1966 tại Radzymin) là một diễn viên người Ba Lan.

## Tiểu sử
Artur Żmijewski tốt nghiệp Học viện Sân Khấu ở Warsaw vào năm 1990. Żmijewski tham gia biểu diễn tại nhiều nhà hát, cụ thể: Nhà hát Đương đại (Teatr Współczesny) từ 1989 - 1991, Nhà hát Ateneum và Nhà hát Scene Presentations (Teatr Scena Prezentacje) từ 1991 -1992, và tại Nhà hát quốc gia từ 1998 - 2010.
Kể từ năm 2007, Żmijewski là Đại sứ thiện chí cho tổ chức UNICEF. Năm 2009, ông trở thành công dân danh dự của thị trấn Legionowo. Artur Żmijewski và vợ Paulina có với nhau ba người con: Ewa (sinh năm 1993), Karol (sinh năm 2000) và Wiktor (sinh năm 2002).

## Phim chọn lọc
- 1984 Dzień czwarty
- 1986 Złota mahmudia
- 1989 A Tale of Adam Mickiewicz's 'Forefathers' Eve'
- 1989 Ostatni dzwonek
- 1989 Inventory
- 1990 Napoleon
- 1990 Escape from the 'Liberty' Cinema
- 1991 3 dni bez wyroku
- 1991 Ferdydurke (30 door key)
- 1991–1992 Kim był Joe Luis - vai Maciek
- 1991 Panny i Wdowy
- 1992 Enak
- 1992 Pigs - vai Radosław Wolf
- 1994 Psy II: Ostatnia krew - vai Radosław Wolf
- 1994 Blood of the Innocent - vai Marty Wusharksky
- 1994 Wyliczanka - vai Adam
- 1995 Daleko od siebie - vai Marcin Borowski
- 1995 Ekstradycja - vai Wiesiek Cyrk
- 1995 Gnoje
- 1995 Za co? vai Józef Migurski
- 1996 Deszczowy żołnierz
- 1996 Słodko gorzki
- 1996 Escape from Recsk - vai Gyula Molnar
- 1997 Gniew
- 1997 Przystań - vai Rafał
- 1998 13 posterunek - vai Santa Claus
- 1998 Amok as Broker
- 1998 Demons of War
- 1998 Matki, żony i kochanki - vai Piotr Rafalik
- 1998 Złoto dezerterów
- 1998 Żona przychodzi nocą
- 1999–2012 Na dobre i na złe - vai Jakub Burski (tập 1–472)
- 1999 Headquarters: Warsaw - vai Karol
- 1999 Ostatnia misja
- 1999 Pierwszy milion - vai Piotr Leja
- 2000 Pierwszy milion
- 2000 Wyrok na Franciszka Kłosa
- 2001 In Desert and Wilderness - vai Władysław Tarkowski
- 2001 Miś Kolabo
- 2002 Sfora - vai Roman Kruk
- 2004 Ławeczka - vai Piotr Kot
- 2004 Nigdy w życiu! - vai Adam
- 2006 Bezmiar sprawiedliwości - vai Jerzy Kuter
- 2006 Bezmiar sprawiedliwości
- 2006 Fałszerze – powrót Sfory - vai Roman Kruk
- 2006 Just Love Me
- 2006 We're All Christs
- 2007 Katyń
- 2007 Odwróceni
- 2007 Świadek koronny
- 2008 Złodziej w sutannie
- 2008 Ojciec Mateusz
- 2010 Mała matura 1947 as Tadeusz Taschke, Ludwik's Father
- 2012 My Father's Bike as Paweł
- 2013 Oszukane as Father of Twins
- 2014 Kamienie na szaniec - vai Stanisław Bytnar
- 2016 Pitbull. Niebezpieczne Kobiety - vai Szelka
- 2017 Breaking the Limits

## Giải thưởng
- 1989 - Viareggio (MFF) "Giải bạch kim" - Nam diễn viên chính xuất sắc nhất trong phim Stan posiadania
- 1992 - Giải thưởng Zbigniew Cybulski
- 2003 - Giải thưởng Stefan Treugutta
- 2003 - Giải thưởng Viva Najpiękniejsi
- 2004 - Giải Telekamera vàng
- 2005 – Bằng khen Chữ thập vàng[2]
- 2010 - Giải Wiktora 2009 - Nam diễn viên được yêu thích nhất trên truyền hình